# Úrvalsdeild 2018
La Úrvalsdeild 2018, nota anche come Pepsideild 2018 per motivi di sponsorizzazione, è stata la 107ª edizione della massima divisione del campionato islandese di calcio. La stagione, iniziata il 27 aprile e conclusa il 29 settembre 2018, è stata vinta dal Valur per la ventiduesima volta nella sua storia, la seconda consecutiva.

## Stagione

### Novità
Dalla Úrvalsdeild 2017 sono state retrocessi in 1. deild karla il Víkingur Ólafsvík e l'ÍA Akraness, classificatisi agli ultimi due posti. Dalla 1. deild karla sono stati promossi in Úrvalsdeild il Fylkir e il Keflavík, prime due classificate.

### Formula
Le 12 squadre partecipanti si affrontano in un girone all'italiana con partite di andata e ritorno, per un totale di 22 giornate. La squadra prima classificata è dichiarata campione di Islanda e ha il diritto a partecipare alla UEFA Champions League 2019-2020 partendo dal secondo turno di qualificazione. Le squadre classificate al secondo e terzo posto sono ammesse alla UEFA Europa League 2019-2020 partendo dal primo turno di qualificazione, assieme alla squadra vincitrice della Coppa d'Islanda. Le ultime due classificate retrocedono direttamente in 1. deild karla 2019.

## Squadre partecipanti
| Club             | Città          | Stadio            | Stagione 2017              |
| ---------------- | -------------- | ----------------- | -------------------------- |
| Breiðablik       | Kópavogur      | Kópavogsvöllur    | 6º posto in Úrvalsdeild    |
| FH Hafnarfjörður | Hafnarfjörður  | Kaplakriki        | 3º posto in Úrvalsdeild    |
| Fjölnir          | Reykjavík      | Fjölnisvöllur     | 10º posto in Úrvalsdeild   |
| Fylkir           | Reykjavík      | Fylkisvöllur      | 1º posto in 1. deild karla |
| Grindavík        | Grindavík      | Grindavíkurvöllur | 5º posto in Úrvalsdeild    |
| ÍBV Vestmannæyja | Vestmannaeyjar | Hásteinsvöllur    | 9º posto in Úrvalsdeild    |
| KA Akureyri      | Akureyri       | Akureyrarvöllur   | 7º posto in Úrvalsdeild    |
| Keflavík         | Reykjanesbær   | Keflavíkurvöllur  | 2º posto in 1. deild karla |
| KR Reykjavík     | Reykjavík      | KR-völlur         | 4º posto in Úrvalsdeild    |
| Stjarnan         | Garðabær       | Stjörnuvöllur     | 2º posto in Úrvalsdeild    |
| Valur            | Reykjavík      | Vodafonevöllurin  | Campione d'Islanda         |
| Víkingur         | Reykjavík      | Víkingsvöllur     | 8º posto in Úrvalsdeild    |

## Classifica finale
|                    | Pos. | Squadra          | Pt | G  | V  | N | P  | GF | GS | DR  |
| ------------------ | ---- | ---------------- | -- | -- | -- | - | -- | -- | -- | --- |
| Islanda (bandiera) | 1.   | Valur            | 46 | 22 | 13 | 7 | 2  | 50 | 24 | +26 |
|                    | 2.   | Breiðablik       | 44 | 22 | 13 | 5 | 4  | 39 | 17 | +22 |
|                    | 3.   | Stjarnan         | 40 | 22 | 11 | 7 | 4  | 45 | 26 | +19 |
|                    | 4.   | KR Reykjavík     | 37 | 22 | 10 | 7 | 5  | 36 | 25 | +11 |
|                    | 5.   | FH Hafnarfjörður | 37 | 22 | 10 | 7 | 5  | 36 | 28 | +8  |
|                    | 6.   | ÍBV Vestmannæyja | 29 | 22 | 8  | 5 | 9  | 29 | 31 | -2  |
|                    | 7.   | KA Akureyri      | 28 | 22 | 7  | 7 | 8  | 36 | 34 | +2  |
|                    | 8.   | Fylkir           | 26 | 22 | 7  | 5 | 10 | 31 | 37 | -6  |
|                    | 9.   | Víkingur         | 25 | 22 | 6  | 7 | 9  | 29 | 38 | -9  |
|                    | 10.  | Grindavík        | 25 | 22 | 7  | 4 | 11 | 26 | 37 | -11 |
|                    | 11.  | Fjölnir          | 19 | 22 | 4  | 7 | 11 | 22 | 44 | -22 |
|                    | 12.  | Keflavík         | 4  | 22 | 0  | 4 | 18 | 11 | 49 | -38 |

Legenda:
      Campione d'Islanda e ammessa alla UEFA Champions League 2019-2020
      Ammesse alla UEFA Europa League 2019-2020
      Retrocesse in 1. deild karla 2019
Note:
Tre punti a vittoria, uno a pareggio, zero a sconfitta.
La classifica viene stilata secondo i seguenti criteri:
- Punti conquistati
- Differenza reti generale
- Reti totali realizzate
- Punti conquistati negli scontri diretti
- Differenza reti negli scontri diretti
- Reti realizzate negli scontri diretti
- Reti realizzate in trasferta negli scontri diretti
- play-off (solo per decidere la squadra campione)
- Sorteggio

## Risultati
|                  | Bre  | Haf  | Fjö  | Fyl  | Gri  | ÍBV  | KA   | Kef  | KR   | Stj  | Val  | Vík  |
| ---------------- | ---- | ---- | ---- | ---- | ---- | ---- | ---- | ---- | ---- | ---- | ---- | ---- |
| Breiðablik       | –––– | 4-1  | 2-1  | 2-0  | 1-1  | 4-1  | 4-0  | 1-0  | 1-0  | 0-1  | 1-3  | 0-0  |
| FH Hafnarfjörður | 1-3  | –––– | 1-0  | 1-1  | 2-1  | 0-2  | 3-1  | 2-2  | 4-0  | 2-3  | 2-1  | 3-0  |
| Fjölnir          | 0-2  | 2-3  | –––– | 2-1  | 0-1  | 1-1  | 2-2  | 0-0  | 1-1  | 1-3  | 0-2  | 2-2  |
| Fylkir           | 0-3  | 1-1  | 7-0  | –––– | 3-1  | 2-1  | 2-1  | 2-0  | 2-5  | 0-2  | 0-0  | 2-3  |
| Grindavik        | 0-2  | 0-1  | 0-1  | 2-1  | –––– | 2-5  | 1-2  | 3-0  | 1-1  | 2-2  | 2-1  | 2-1  |
| ÍBV Vestmannæyja | 0-0  | 0-0  | 1-1  | 0-1  | 3-0  | –––– | 2-1  | 1-0  | 2-0  | 2-1  | 0-1  | 1-1  |
| KA Akureyri      | 0-0  | 1-1  | 2-0  | 5-1  | 4-3  | 2-0  | –––– | 0-0  | 0-1  | 1-2  | 3-3  | 4-1  |
| Keflavík         | 1-3  | 1-3  | 1-2  | 1-2  | 0-2  | 1-3  | 0-3  | –––– | 0-4  | 0-2  | 0-2  | 0-4  |
| KR Reykjavik     | 1-1  | 2-2  | 0-0  | 1-1  | 2-0  | 4-1  | 2-0  | 3-1  | –––– | 1-0  | 1-1  | 0-1  |
| Stjarnan         | 2-1  | 0-1  | 6-1  | 3-0  | 1-1  | 2-1  | 1-1  | 2-2  | 2-3  | –––– | 1-1  | 3-3  |
| Valur            | 2-1  | 2-1  | 5-3  | 2-2  | 4-0  | 5-1  | 3-1  | 4-1  | 2-1  | 2-2  | –––– | 4-1  |
| Víkingur         | 2-3  | 1-1  | 1-2  | 1-0  | 0-1  | 2-1  | 2-2  | 1-0  | 2-3  | 0-4  | 0-0  | –––– |

## Statistiche

### Classifica marcatori
| Gol |  |  | Giocatore                     | Squadra          |
| --- |  |  | ----------------------------- | ---------------- |
| 17  |  |  | Patrick Pedersen              | Valur            |
| 16  |  |  | Hilmar Árni Halldórsson       | Stjarnan         |
| 11  |  |  | Thomas Mikkelsen              | Breiðablik       |
| 11  |  |  | Pálmi Rafn Pálmason           | KR Reykjavík     |
| 10  |  |  | Ásgeir Sigurgeirsson          | KA Akureyri      |
| 9   |  |  | Steven Lennon                 | FH Hafnarfjörður |
| 9   |  |  | Gunnar Heiðar Þorvaldsson     | ÍBV Vestmannæyja |
| 7   |  |  | Geoffrey Castillion           | Víkingur         |
| 7   |  |  | Kennie Chopart                | KR Reykjavík     |
| 7   |  |  | Gísli Eyjólfsson              | Breiðablik       |
| 7   |  |  | Guðmundur Steinn Hafsteinsson | Stjarnan         |
| 7   |  |  | Brandur Hendriksson Olsen     | FH Hafnarfjörður |
| 6   |  |  | Jonathan Glenn                | Fylkir           |
| 6   |  |  | Nikolaj Hansen                | Víkingur         |
| 6   |  |  | Kristinn Freyr Sigurðsson     | Valur            |